# Capu Larghia
Le Capu Larghia est un sommet montagneux du massif du Monte Cinto, situé en Corse. Il s'élève à 2 503 mètres d'altitude.

## Toponymie
Le toponyme Capu Larghia résulte vraisemblablement d'une erreur de transcription des géographes au XIXe siècle qui a vu le toponyme du plan terrier Capo Jarghia Minuta reporté après altération sur le Capu Larghia et son sommet voisin, la Punta Minuta. Ces deux toponymes se sont imposés dans l'usage par la suite.
Sur les cartes du cadastre napoléonien des communes d'Albertacce et d'Asco établies entre 1855 et 1879, le Capu Larghia apparaît sous le nom de Capo al Portello, tandis que la Punta Minuta est nommée Capo al Calanchello. Le toponyme Capo al Portello (Capu à u Purtellu), issu du mot corse purtellu signifiant « ensemble constituant une ouverture, un passage, port » et désignant ici l'actuelle brèche Félix qui sépare les deux pointes, apparaît comme le toponyme originel du sommet.
Le sommet occidental est également appelé Punta di Pampanosa et surplombe le col du même nom (Bocca Pampanosa).

## Géographie

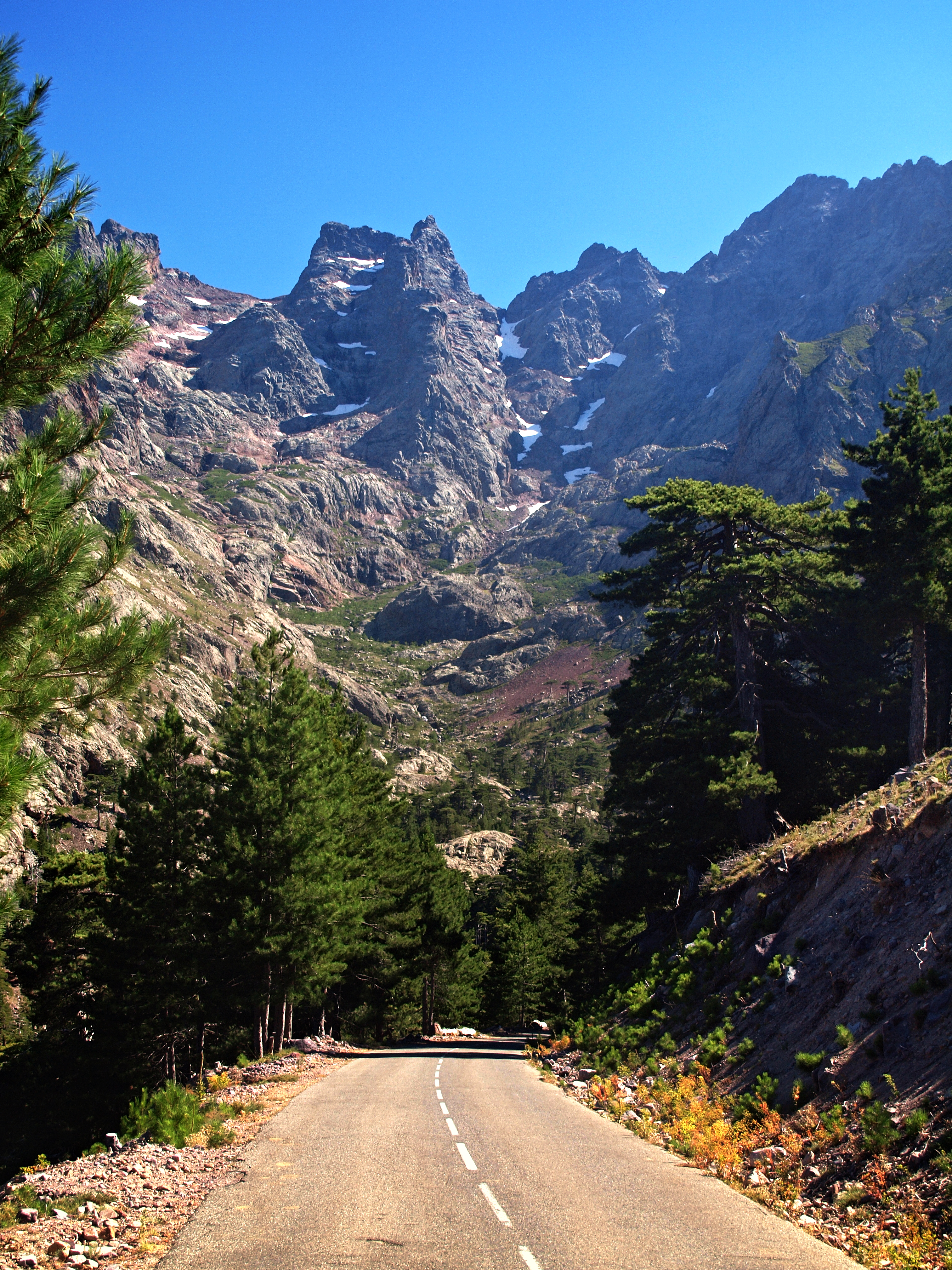
Capu Larghia

Le Capu Larghia est constitué de deux pics culminant à la même altitude de 2 503 mètres. Il est aisément reconnaissable depuis la vallée d'Asco, le Niolo et même la quasi-totalité des hauts sommets de l'île. Il se trouve au milieu d'une chaîne de montagnes composée de sommets parmi les plus hauts de l'île, formant une étoile à 6 branches qui partage cette partie du territoire en six vallées et vallons : vallée d'Asco (ruisseau de Tighiettu), vallon d'Erco (affluent rive gauche du Golo), vallon du Sambucchelu et vallon du  Stagni (tous deux se jettent dans le Viru affluent du Golo, vallon du Cavicchia et vallon du Bocca Bianca formant la haute-vallée du Fango, soit la vallée d'Asco, le Niolo, le Filosorma et la Balagne.
Capu Larghia est situé « à cheval » sur les communes d'Asco et d'Albertacce, entre Punta Minuta (2 556 m), Capu Rossu (2 498 m) à l'ouest et Punta Crucetta (2 499 m) à l'est, sur la ligne de crêtes formée par ces sommets. Au nord, Capu Larghia domine le remarquable cirque de Trimbulacciu du Haut-Asco, qu'on découvre en arrivant par route à l'ancienne station de ski d'Asco sur le plateau du Stagnu. Au sud, il culmine le ravin de Valle di Stagni et, à plus basse altitude, la forêt communale d'Albertacce.
Il est entouré de hauts sommets, certains plus hauts comme Punta Minuta à l'Ouest (2 556 m), Capu Falu (2 540 m) au sud-est, la pointe des Éboulis (2 607 m) et le Monte Cinto (2 706 m) à l'est, pour ne citer que les plus proches.
Au nord du parc naturel régional de Corse, le Capu Larghia est l'un des sommets au centre du massif du Cinto, barrière séparant la Corse de « l'en deçà des monts » ou Corse granitique au sud-ouest de la Corse, de « l'au-delà des monts » ou Corse schisteuse du nord-est.

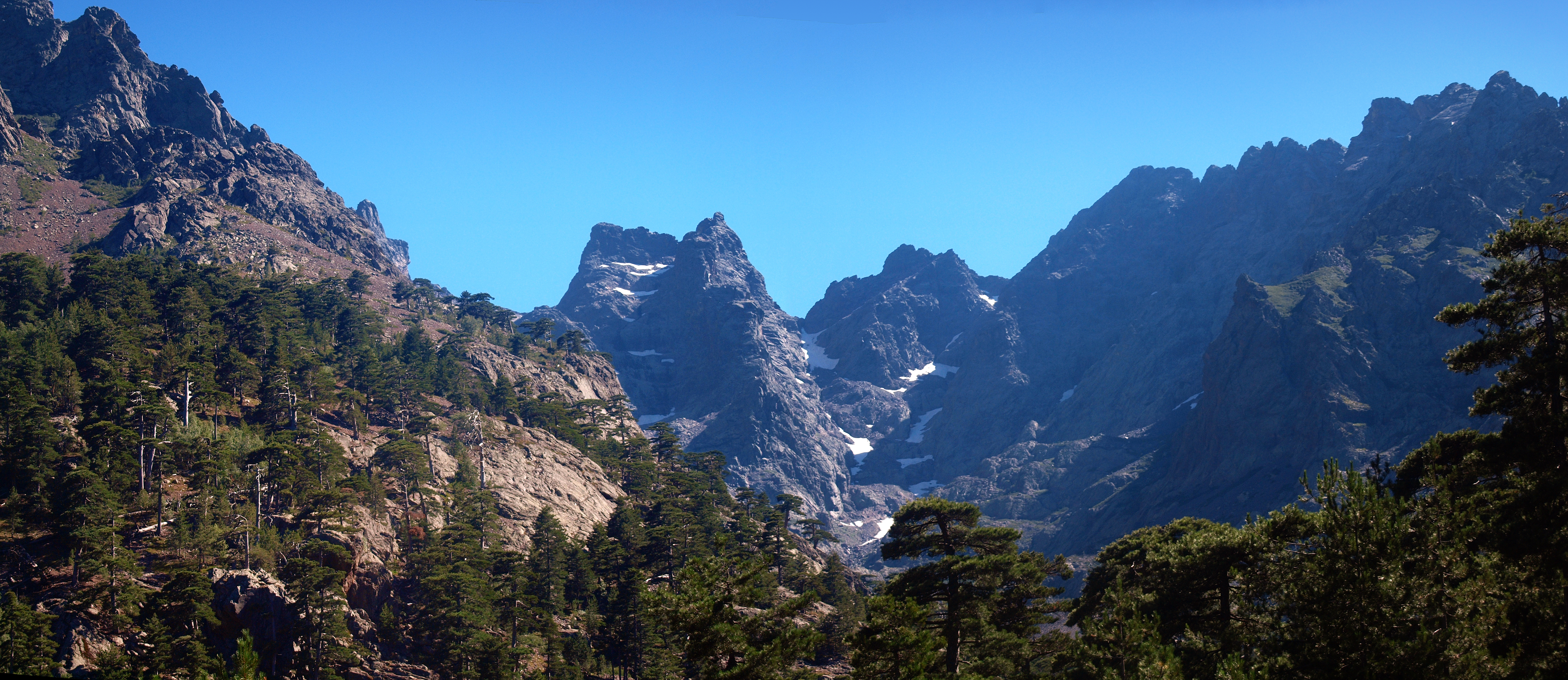
Capu Larghia, Capu Rossu et Punta Minuta dominant le cirque de Trimbulacciu

## Randonnées
Le Capu Larghia est un des sommets corses les plus difficiles d'accès aux randonneurs, alliant passages d'escalade exposés et vertigineux. D'ailleurs, seul le sommet ouest du Capu Larghia est accessible à un randonneur sans équipement d'alpinisme. Il se situe à environ 1,75 km à vol d'oiseau à l'ouest–sud-ouest du Monte Cinto (2 706 m) plus haut sommet de l'île, sommet mythique pour beaucoup de randonneurs parcourant le redoutable GR 20 sentier cairné.  Il se situe entre le col de Pampanosa et le col du Vallon ou Bocca Crucetta Suttana (2 380 m). Il est aussi accessible depuis la station de ski d'Ascu Stagnu (1 413 m).
Son ascension exige une bonne expérience de la montagne : longueur et dénivelé sont importants, la corde peut être utile, certains passages doivent être escaladés, etc.
L'itinéraire du GR 20 dont c'est la quatrième étape de la partie nord, descend de la Bocca Crucetta et passe au pied du Capu Larghia pour rallier le refuge de Tighjettu (Calasima).